# Sport w Gorzowie Wielkopolskim
W Gorzowie Wielkopolskim działa wiele klubów sportowych – także wielosekcyjnych, kojarzonych przez kibiców nierzadko po jednej z najważniejszych sekcji, na której polu znany jest dany klub. Według danych GUS w 2022 roku w mieście działało 49 klubów sportowych, do których należało 5 250 osób. Kluby posiadały łącznie 86 sekcji sportowych, a pracowało w nich 148 trenerów i 92 instruktorów sportowych.

## Kluby sportowe (alfabetycznie)

### Aktywne
- Admira Gorzów Wielkopolski – klub kajakarski, rok zał. klubu 1965
- Alfa Gorzów Wielkopolski – klub piłki wodnej, rok zał. 2012; ekstraklasa (I poziom). Puchar Polski
- ALKS AJP Gorzów Wielkopolski – klub lekkoatletyczny, rok zał. 2012
- KS Atak Gorzów Wielkopolski – klub siatkarski, rok zał. 2017; II liga (III poziom)
- Automobilklub Gorzowski – stowarzyszenie sportów motorowych, rok zał. 1976
- AZS AJP Gorzów Wielkopolski – żeński klub koszykarski, rok zał. 2001; Orlen Basket Liga Kobiet (I poziom). Puchar Polski
- AZS-AWF Gorzów Wielkopolski – wielosekcyjny klub sportowy, rok zał. 1972
  - AZS-AWF Gorzów Wielkopolski (kajakarstwo) – rok zał. sekcji 2001
  - AZS-AWF Gorzów Wielkopolski (lekkoatletyka)
  - AZS-AWF Gorzów Wielkopolski (wioślarstwo) – rok zał. sekcji 1979
- GKG Zawarcie Gorzów Wielkopolski – klub golfowy, rok zał. 2002
- GTS Brass Gorzów Wielkopolski – strzelecki klub sportowy, rok zał. 2012
- KS Bulldog Gorzów Wielkopolski – klub sportów walki, rok zał. 2007
- Cuprum Stilon Gorzów – klub siatkarski, rok zał. 2024; PlusLiga (I poziom)
- KS Dragon Gorzów Wielkopolski – klub sportów walki, rok zał. 2004
- G'Power Gorzów Wielkopolski – klub kajakarski, rok zał. 1994
- GKS Gorzovia Gorzów Wielkopolski – klub tenisa stołowego, rok zał. 1990; I liga (II poziom) – sekcja męska. 2 x Puchar Polski; Superpuchar Polski
- GKPW-59 Gorzów Wielkopolski – klub piłki wodnej, rok zał. 1997
- SFA Grizzlies Gorzów Wielkopolski – stowarzyszenie futbolu amerykańskiego, rok zał. 2016
- Iskra Gorzów Wielkopolski – klub piłkarski, rok zał. 2005; klasa B (VIII poziom)
- KK Kangoo Basket Gorzów Wielkopolski – klub koszykarski, rok zał. 2017; II liga (III poziom)
- GKB Kłodawa Gorzów Wielkopolski – klub badmintona, rok zał. 2021
- KS Kłodawka Gorzów Wielkopolski – klub brydża sportowego i tenisa stołowego, rok zał. 2000
- KS K.O.Zak Gorzów Wielkopolski – klub sportów walki
- KS Sporty Walki Gorzów Wielkopolski – klub sportów walki
- PUKS Maksymilian Gorzów Wielkopolski – klub piłkarski, rok zał. 2007
- UKS Mieszko Gorzów Wielkopolski – klub sumo
- UKS Miś Gorzów Wielkopolski – klub piłki ręcznej
- BKS Orkan Gorzów Wielkopolski – klub bokserski, rok zał. 1991
- KS Orlęta Gorzów Wielkopolski – wielosekcyjny klub sportowy, rok zał. 1958
  - Orlęta Gorzów Wielkopolski (kolarstwo) – rok zał. sekcji 1958
  - Orlęta Gorzów Wielkopolski (łucznictwo)
- KS Pétanque Słowianka Gorzów Wielkopolski - klub pétanque, rok zał. 2003
- KS Piast Karnin – klub piłkarski, rok zał. 1972; klasa okręgowa (VI poziom)
- KS Pretorian Gorzów Wielkopolski – klub sportów walki, rok zał. 2002
- KP Progres Gorzów Wielkopolski - klub piłkarski, rok zał. 2013
- JKS Rafi Gorzów Wielkopolski – jeździecki klub sportowy, rok zał. 2013
- MKP Słowianka Gorzów Wielkopolski – klub pływacki, rok zał. 1996
- GUKS Speedway Wawrów – klub miniżużlowy, rok zał. 1996
- Stal Gorzów Wielkopolski – klub piłki ręcznej, rok zał. sekcji 1985, reaktywowany w 2014 roku; liga centralna (II poziom)
- Stal Gorzów Wielkopolski – klub żużlowy, rok zał. sekcji 1950; PGE Ekstraliga (I poziom). 9 x mistrzostwo Polski
- Stilon Gorzów Wielkopolski – klub piłkarski, rok zał. 1947; IV liga (V poziom)
- KSz Stilon Gorzów Wielkopolski – klub szachowy, rok zał. sekcji 1961; I liga (II poziom). 6 x mistrzostwo Polski
- TKKF Stilon Gorzów Wielkopolski – żeński klub piłkarski, rok zał. sekcji 1985. 3 x mistrzostwo Polski; 5 x halowe mistrzostwo Polski; 3 x Puchar Polski
- Top Tennis Player Gorzów Wielkopolski – klub tenisowy, zał. 2020
- KP Warta Gorzów Wielkopolski – klub piłkarski, rok zał. 1945; III liga (IV poziom)

### Nieistniejące
- GKK Gorzów Wielkopolski – klub koszykarski, istniejący w latach 2007–2013; przez 1. sezon występował na III poziomie rozgrywek ligowych
- GSPR Gorzów Wielkopolski – klub piłki ręcznej istniejący w latach 1974–2013
- GTPS Gorzów Wielkopolski – klub siatkarski istniejący w latach 2002–2015, przez 1. sezon występował na I poziomie rozgrywek ligowych
- Gwardia Gorzów Wielkopolski – klub żużlowy istniejący w latach 1949–1951
- SPN Paolo Gorzów Wielkopolski – klub futsalowy, istniejący w latach 1994–2020, przez 3. sezony występował na III poziomie rozgrywek ligowych
- Quatro-Manhattan Gorzów Wielkopolski – klub speedrowerowy, istniejący w latach 1997–2000
- Stal Gorzów Wielkopolski – sekcja bokserska istniejąca w latach 1949–1990
- Stal-Grizzlies Gorzów Wielkopolski – klub futbolu amerykańskiego istniejący w latach 2012–2017, przez 1. sezon występował na III poziomie rozgrywek
- ZKS Stilon Gorzów Wielkopolski – wielosekcyjny klub sportowy istniejący w latach 1947–2002
  - Stilon Gorzów Wielkopolski (hokej na lodzie) – sekcja istniejąca w latach 1965–1982; przez 7. sezonów występował na II poziomie rozgrywek ligowych
  - Stilon Gorzów Wielkopolski (koszykówka kobiet) – sekcja istniejąca w latach 1957–1998; przez 9. sezonów występował na I poziomie rozgrywek ligowych
  - Stilon Gorzów Wielkopolski (piłka siatkowa) – sekcja istniejąca w latach 1960–2002, przez 9. sezonów występował na I poziomie rozgrywek ligowych. Puchar Polski
  - Stilon Gorzów Wielkopolski (piłka wodna) – sekcja istniejąca w latach 1959–1996. 15 x mistrzostwo Polski; 16 x Puchar Polski
- Unia Gorzów Wielkopolski – klub żużlowy istniejący w latach 1945–1950
- KKS Warta Gorzów Wielkopolski – wielosekcyjny klub sportowy istniejący w latach 1945–2002
- ZBR Warta Gorzów Wielkopolski – klub koszykarski istniejący w latach 1990–1993; przez 1. sezon występował na II poziomie rozgrywek ligowych
- MKS Znicz Gorzów Wielkopolski – wielosekcyjny klub sportowy istniejący w latach 1957–2001

## Gorzowscy sportowcy

### Olimpijczycy

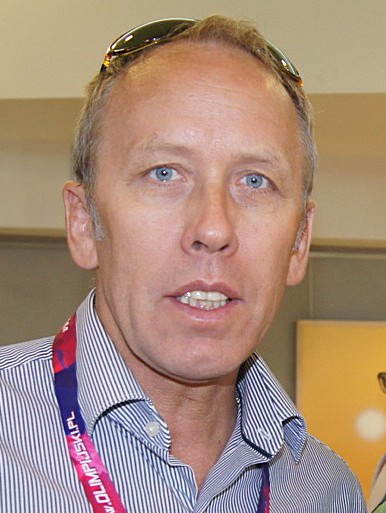
Z. Jaskuła

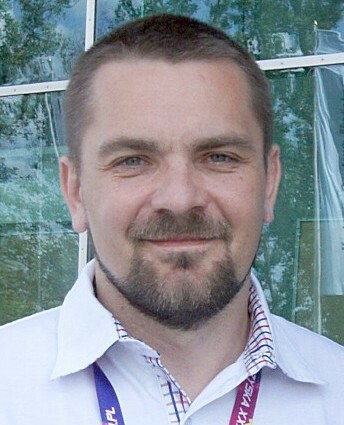
T. Kucharski

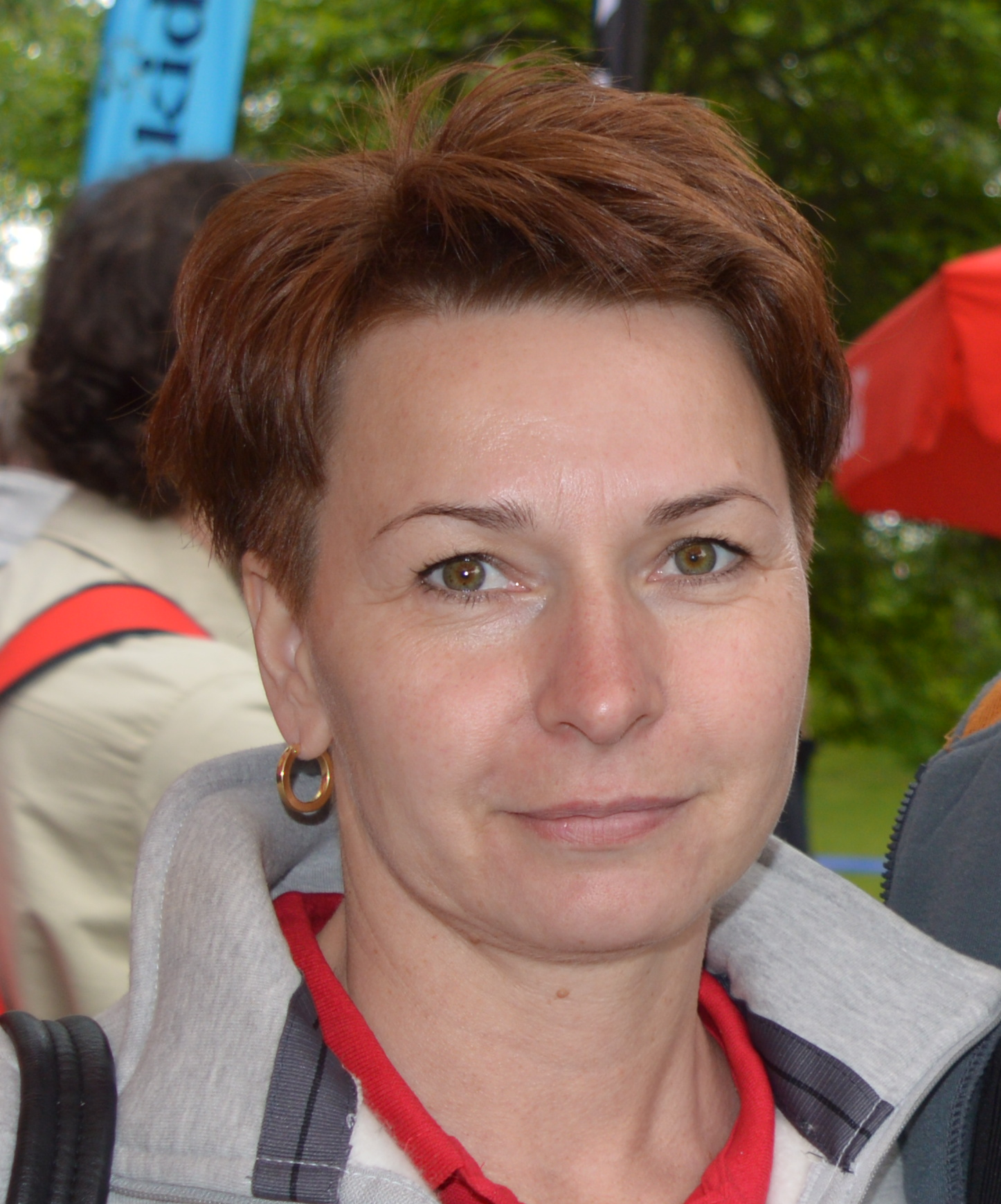
B. Sokołowska-Kulesza

21 gorzowskich sportowców i reprezentantów gorzowskich klubów wystąpiło podczas igrzysk olimpijskich. 8 z nich zdobyło łącznie 12 medali: 3 złote, 3 srebrne i 6 brązowych.
| Rok  | Sportowiec               | Klub        | Dyscyplina sportu | Igrzyska olimpijskie | Medal |
| ---- | ------------------------ | ----------- | ----------------- | -------------------- | ----- |
| 1988 | Zenon Jaskuła            | WLKS Orlęta | Kolarstwo szosowe | Seul                 |       |
| 1992 | Wojciech Kurpiewski      | KS Admira   | Kajakarstwo       | Barcelona            |       |
| 1992 | Piotr Basta              | AZS-AWF     | Wioślarstwo       | Barcelona            | –     |
| 1992 | Maria Gontowicz          | AZS-AWF     | Judo              | Barcelona            | –     |
| 1996 | Aneta Konieczna          | MKKS        | Kajakarstwo       | Atlanta              | –     |
| 2000 | Aneta Konieczna          | MKKS        | Kajakarstwo       | Sydney               |       |
| 2000 | Beata Sokołowska-Kulesza | MKKS        | Kajakarstwo       | Sydney               |       |
| 2000 | Joanna Skowroń           | MKKS        | Kajakarstwo       | Sydney               | –     |
| 2000 | Tomasz Kucharski         | AZS-AWF     | Wioślarstwo       | Sydney               |       |
| 2000 | Karol Łazar              | AZS-AWF     | Wioślarstwo       | Sydney               | –     |
| 2004 | Beata Sokołowska-Kulesza | MKKS        | Kajakarstwo       | Ateny                |       |
| 2004 | Małgorzata Czajczyńska   | MKKS        | Kajakarstwo       | Ateny                | –     |
| 2004 | Karolina Sadalska        | MKKS        | Kajakarstwo       | Ateny                | –     |
| 2004 | Joanna Skowroń           | MKKS        | Kajakarstwo       | Ateny                | –     |
| 2004 | Tomasz Kucharski         | AZS-AWF     | Wioślarstwo       | Ateny                |       |
| 2004 | Michał Jeliński          | AZS-AWF     | Wioślarstwo       | Ateny                | –     |
| 2008 | Michał Jeliński          | AZS-AWF     | Wioślarstwo       | Pekin                |       |
| 2008 | Roman Rynkiewicz         | AZS-AWF     | Kajakarstwo       | Pekin                | –     |
| 2012 | Karolina Naja            | AZS-AWF     | Kajakarstwo       | Londyn               |       |
| 2012 | Michał Jeliński          | AZS-AWF     | Wioślarstwo       | Londyn               | –     |
| 2012 | Zbigniew Schodowski      | AZS-AWF     | Wioślarstwo       | Londyn               | –     |
| 2016 | Karolina Naja            | AZS-AWF     | Kajakarstwo       | Rio de Janeiro       |       |
| 2016 | Zbigniew Schodowski      | AZS-AWF     | Wioślarstwo       | Rio de Janeiro       | –     |
| 2021 | Olga Michałkiewicz       | AZS-AWF     | Wioślarstwo       | Tokio                | –     |
| 2021 | Kornelia Lesiewicz       | AZS-AWF     | Lekkoatletyka     | Tokio                | –     |
| 2021 | Anna Puławska            | AZS-AWF     | Kajakarstwo       | Tokio                |       |
| 2021 | Wiktor Głazunow          | AZS-AWF     | Kajakarstwo       | Tokio                | –     |
| 2024 | Anna Puławska            | AZS-AWF     | Kajakarstwo       | Paryż                | –     |
| 2024 | Wiktor Głazunow          | AZS-AWF     | Kajakarstwo       | Paryż                | –     |
| 2024 | Nikola Horowska          | AZS ALKS    | Lekkoatletyka     | Paryż                | –     |
| 2024 | Cyprian Mrzygłód         | AZS ALKS    | Lekkoatletyka     | Paryż                | –     |

### Uczestnicy igrzysk europejskich
8 gorzowskich sportowców i reprezentantów gorzowskich klubów wystąpiło podczas igrzysk europejskich. 2 z nich zdobyło łącznie 5 medali: 2 złote i 3 brązowe.
| Rok  | Sportowiec         | Klub      | Dyscyplina sportu | Igrzyska europejskie | Medal |
| ---- | ------------------ | --------- | ----------------- | -------------------- | ----- |
| 2015 | Karolina Naja      | AZS-AWF   | Kajakarstwo       | Baku                 |       |
| 2019 | Karolina Naja      | AZS-AWF   | Kajakarstwo       | Mińsk                |       |
| 2019 | Anna Puławska      | AZS-AWF   | Kajakarstwo       | Mińsk                |       |
| 2019 | Paweł Kaczmarek    | AZS-AWF   | Kajakarstwo       | Mińsk                | –     |
| 2019 | Przemysław Korsak  | G'Power   | Kajakarstwo       | Mińsk                | –     |
| 2019 | Tomasz Niedźwiecki | BKS Orkan | Boks              | Mińsk                | –     |
| 2023 | Anna Puławska      | AZS-AWF   | Kajakarstwo       | Kraków               |       |
| 2023 | Wiktor Głazunow    | AZS-AWF   | Kajakarstwo       | Kraków               | –     |
| 2023 | Oleksii Koliadych  | KS Admira | Kajakarstwo       | Kraków               | –     |
| 2023 | Łukasz Żok         | AZS ALKS  | Lekkoatletyka     | Kraków               | –     |

### Uczestnicy World Games
Jeden gorzowski sportowiec i reprezentant gorzowskiego klubu wystąpił podczas World Games. Zdobył złoty medal.
| Rok  | Sportowiec       | Klub | Dyscyplina sportu | Zawody  | Medal |
| ---- | ---------------- | ---- | ----------------- | ------- | ----- |
| 2017 | Bartosz Zmarzlik | Stal | Żużel             | Wrocław |       |

### Mistrzowie świata
Kajakarstwo
- Aneta Konieczna – 1999
- Beata Sokołowska-Kulesza – 1999
- Karolina Sadalska – 2002
- Joanna Skowroń – 2002
- Roman Rynkiewicz – 2002
- Karolina Naja – 2014
- Anna Puławska – 2022
- Oleksii Koliadych – 2022, 2024
- Wiktor Głazunow – 2024

Kolarstwo szosowe
- Lech Piasecki – 1985

Wioślarstwo
- Tomasz Kucharski – 1997, 1998
- Michał Jeliński – 2005–2007, 2009

Żużel
- Andrzej Pogorzelski – 1965 (drużynowo), 1966 (drużynowo), 1969 (drużynowo)
- Edmund Migoś – 1966 (drużynowo)
- Edward Jancarz – 1969 (drużynowo)
- Tomasz Gollob – 2009–2011 (drużynowo), 2010
- Krzysztof Kasprzak – 2013 (drużynowo), 2016 (drużynowo)
- Bartosz Zmarzlik – 2016 (drużynowo), 2017 (drużynowo), 2019, 2020, 2022

### Mistrzowie Europy
Brazylijskie jiu-jitsu
- Lubomir Grochocki – 2013

Kajakarstwo
- Aneta Konieczna – 1999, 2000
- Beata Sokołowska-Kulesza – 1999, 2000
- Joanna Skowroń – 2002
- Małgorzata Czajczyńska – 2005
- Karolina Naja – 2012, 2013
- Wiktor Głazunow – 2017
- Anna Puławska – 2022, 2025
- Oleksii Koliadych – 2024

Karate
- Włodzimierz Rój – 1987

Kulturystyka
- Halina Kunicka – 1998 (w parze), 2002

Wioślarstwo
- Michał Jeliński – 2010
- Zbigniew Schodowski – 2012

Żużel
- Bartosz Zmarzlik – 2022 (drużynowo)
- Szymon Woźniak – 2023 (drużynowo), 2023 (w parze)

### Laureaci plebiscytu „Przeglądu Sportowego”

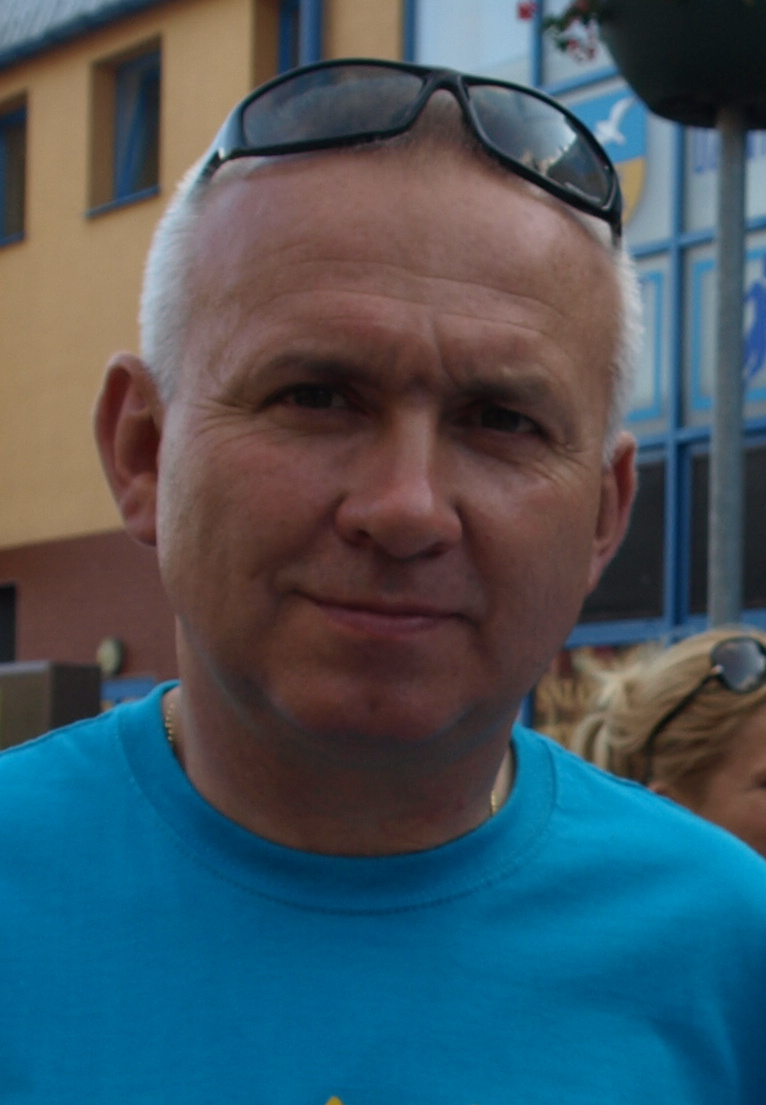
L. Piasecki

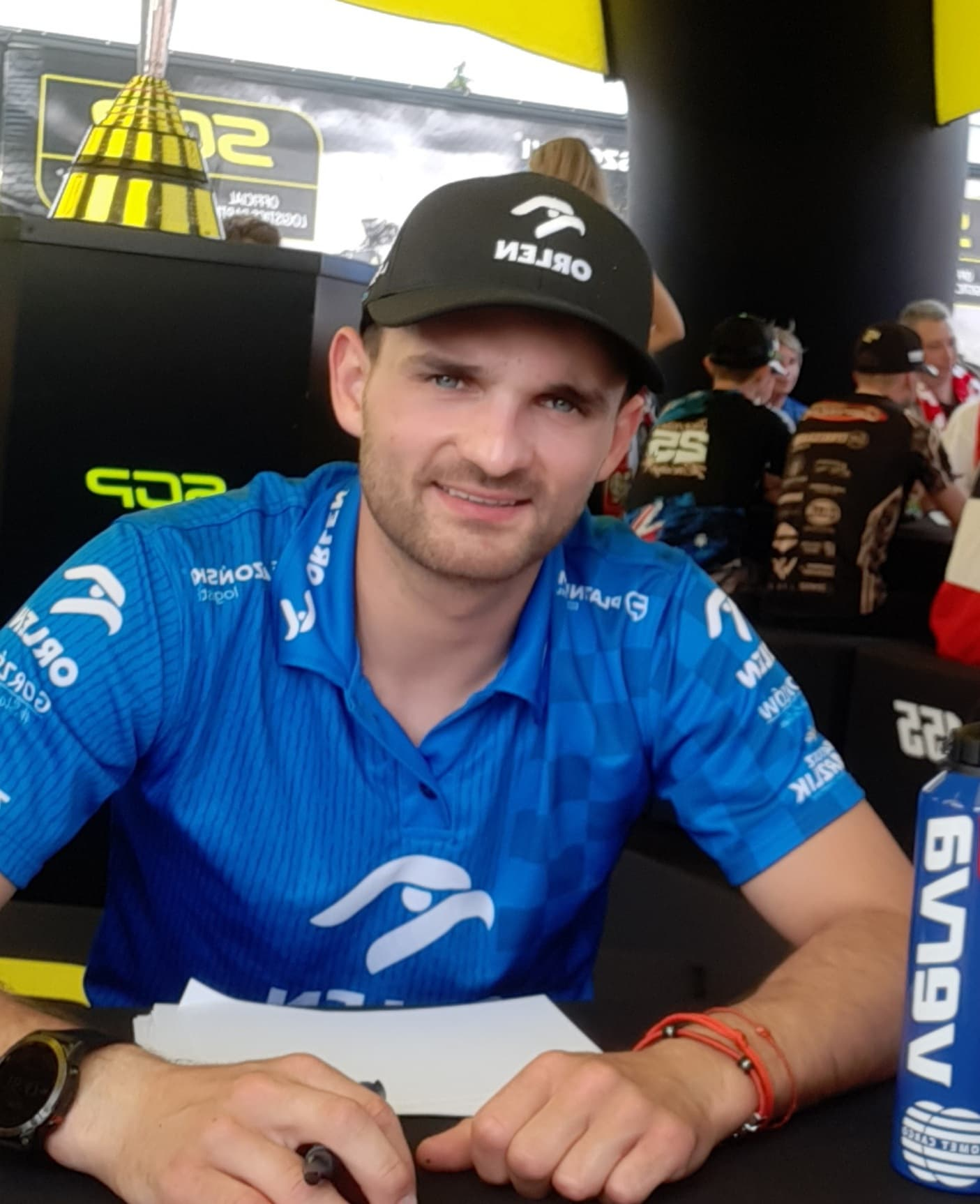
B. Zmarzlik

9 gorzowskich sportowców i reprezentantów gorzowskich klubów znalazło się w czołowej dziesiątce plebiscytu „Przeglądu Sportowego” na najlepszego polskiego sportowca roku. 2 z nich zwyciężyło.
| Rok  | Sportowiec         | Klub        | Dyscyplina sportu | Miejsce |
| ---- | ------------------ | ----------- | ----------------- | ------- |
| 1969 | Edward Jancarz     | Stal        | Żużel             | 9       |
| 1985 | Lech Piasecki      | WLKS Orlęta | Kolarstwo szosowe | 1       |
| 1986 | Maria Gontowicz    | AZS-AWF     | Judo              | 10      |
| 1997 | Tomasz Kucharski   | AZS-AWF     | Wioślarstwo       | 9       |
| 1998 | Tomasz Kucharski   | AZS-AWF     | Wioślarstwo       | 10      |
| 2000 | Tomasz Kucharski   | AZS-AWF     | Wioślarstwo       | 5       |
| 2004 | Tomasz Kucharski   | AZS-AWF     | Wioślarstwo       | 3       |
| 2008 | Michał Jeliński    | AZS-AWF     | Wioślarstwo       | 4       |
| 2008 | Tomasz Gollob      | Stal        | Żużel             | 7       |
| 2009 | Michał Jeliński    | AZS-AWF     | Wioślarstwo       | 6       |
| 2009 | Tomasz Gollob      | Stal        | Żużel             | 7       |
| 2010 | Tomasz Gollob      | Stal        | Żużel             | 2       |
| 2014 | Krzysztof Kasprzak | Stal        | Żużel             | 8       |
| 2016 | Bartosz Zmarzlik   | Stal        | Żużel             | 8       |
| 2018 | Bartosz Zmarzlik   | Stal        | Żużel             | 6       |
| 2019 | Bartosz Zmarzlik   | Stal        | Żużel             | 1       |
| 2020 | Bartosz Zmarzlik   | Stal        | Żużel             | 5       |
| 2021 | Bartosz Zmarzlik   | Stal        | Żużel             | 3       |
| 2021 | Anna Puławska      | AZS-AWF     | Kajakarstwo       | 9       |
| 2022 | Bartosz Zmarzlik   | Stal        | Żużel             | 2       |

## Imprezy sportowe
W Gorzowie Wielkopolskim rozgrywane są co roku imprezy międzynarodowe i krajowe w różnych dyscyplinach sportu.

### Międzynarodowe
- finał i baraż drużynowego Pucharu Świata na żużlu: 2011
- gala boksu zawodowego: 27 września 2003 roku, walka o pas międzynarodowego mistrza Polski w kategorii lekkiej
- gala KSW: 2024–2025
- Grand Prix Polski – cykl turniejów o indywidualne mistrzostwo świata na żużlu: 2011–2018, 2020, 2022–2025
- halowy mityng lekkoatletyczny „Gorzów Jump Festival”: 2025
- mecz eliminacji mistrzostw Europy w piłce siatkowej mężczyzn 1997: 23 kwietnia 1997 roku, Polska – Izrael (3:0)
- mecz eliminacji mistrzostw Europy w piłce ręcznej mężczyzn 2026: 11 maja 2025 roku, Polska – Rumunia (30:29)
- mecz eliminacji mistrzostw Europy w futsalu mężczyzn 2026: 4 lutego 2025 roku, Polska – Słowacja (6:1)
- mecz towarzyski w piłce siatkowej mężczyzn: 5 lipca 1979 roku, Polska – Japonia (3:2)
- memoriał im. Edwarda Jancarza na żużlu: 1992–1994, 1996–2001, 2005, 2007–2009, 2016–2019, 2021, 2024
- memoriał im. Jana Przewoźnika w szachach: 2024–2025
- mityng lekkoatletyczny „Gorzów Meeting”: 2024–2025
- turniej tenisowy play-off rozgrywek o Puchar Billie Jean King: 2025

#### Gorzów Wielkopolski na mapieTour de Pologne
| Rok                  | Data        | Etap                                                                               |
| -------------------- | ----------- | ---------------------------------------------------------------------------------- |
| Tour de Pologne 1964 | 8 sierpnia  | IX Szczecinek – Gorzów Wielkopolski (196 km)                                       |
| Tour de Pologne 1964 | 9 sierpnia  | X Gorzów Wielkopolski – Zielona Góra (162 km)                                      |
| Tour de Pologne 1968 | 13 września | X Żagań – Gorzów Wielkopolski (175 km)                                             |
| Tour de Pologne 1968 | 14 września | XI Gorzów Wielkopolski – Piła (160 km)                                             |
| Tour de Pologne 1976 | 28 sierpnia | III Piła – Gorzów Wielkopolski (169 km)                                            |
| Tour de Pologne 1976 | 29 sierpnia | IV Gorzów Wielkopolski – Głogów (170 km)                                           |
| Tour de Pologne 1985 | 30 lipca    | VIII Szczecinek – Gorzów Wielkopolski (174 km)                                     |
| Tour de Pologne 1985 | 31 lipca    | IX Strzelce Krajeńskie – Gorzów Wielkopolski (22,5 km, jazda indywidualna na czas) |
| Tour de Pologne 1985 | 31 lipca    | X dookoła Gorzowa Wielkopolskiego (60 km, wyścig okrężny)                          |
| Tour de Pologne 1989 | 30 lipca    | VII Szczecin – Gorzów Wielkopolski (182 km)                                        |
| Tour de Pologne 1989 | 31 lipca    | VIII Barlinek – Gorzów Wielkopolski (30 km, jazda indywidualna na czas)            |
| Tour de Pologne 1991 | 3 września  | IV Stargard Szczeciński – Gorzów Wielkopolski (140 km)                             |
| Tour de Pologne 1991 | 4 września  | V Gorzów Wielkopolski – Zielona Góra (196 km)                                      |
| Tour de Pologne 1996 | 9 września  | II Szczecin – Gorzów Wielkopolski (184 km)                                         |

#### Gorzów Wielkopolski na mapieWyścigu Pokoju
| Rok                | Data    | Etap                                                                      |
| ------------------ | ------- | ------------------------------------------------------------------------- |
| Wyścig Pokoju 1974 | 12 maja | V Międzyrzecz – Gorzów Wielkopolski (48,5 km, jazda indywidualna na czas) |
| Wyścig Pokoju 1974 | 12 maja | VI Gorzów Wielkopolski – Szczecin (106 km)                                |
| Wyścig Pokoju 1986 | 12 maja | VI Poznań – Gorzów Wielkopolski (174 km)                                  |
| Wyścig Pokoju 1986 | 13 maja | VII Gorzów Wielkopolski – Szczecin (148 km)                               |
| Wyścig Pokoju 1998 | 9 maja  | II Szamotuły – Gorzów Wielkopolski (155 km)                               |

### Krajowe
- drużynowy Puchar Polski na żużlu: 1996
- indywidualne mistrzostwa Polski na żużlu: 1970, 1974, 1976–1979, 1984–1985, 2015, 2017
- mistrzostwa Polski na 9-dołkowym polu golfowym: 2025
- mistrzostwa Polski w badmintonie: 1973
- mistrzostwa Polski w kolarstwie szosowym – wyścig ze startu wspólnego: 2003, 2004
- mistrzostwa Polski w kolarstwie przełajowym: 1997
- mistrzostwa Polski seniorów w lekkoatletyce: 1955 (w biegach przełajowych), 1956 (w biegu maratońskim), 2023
- mistrzostwa Polski w łucznictwie: 1980, 1985, 1997, 2000
- mistrzostwa Polski w tenisie stołowym: 1985
- Puchar Polski w piłce siatkowej mężczyzn: 2000
- Superpuchar Polski w koszykówce kobiet: 2025
- turniej finałowy halowych mistrzostw Polski kobiet w piłce nożnej: 1994, 2004

## Obiekty sportowe

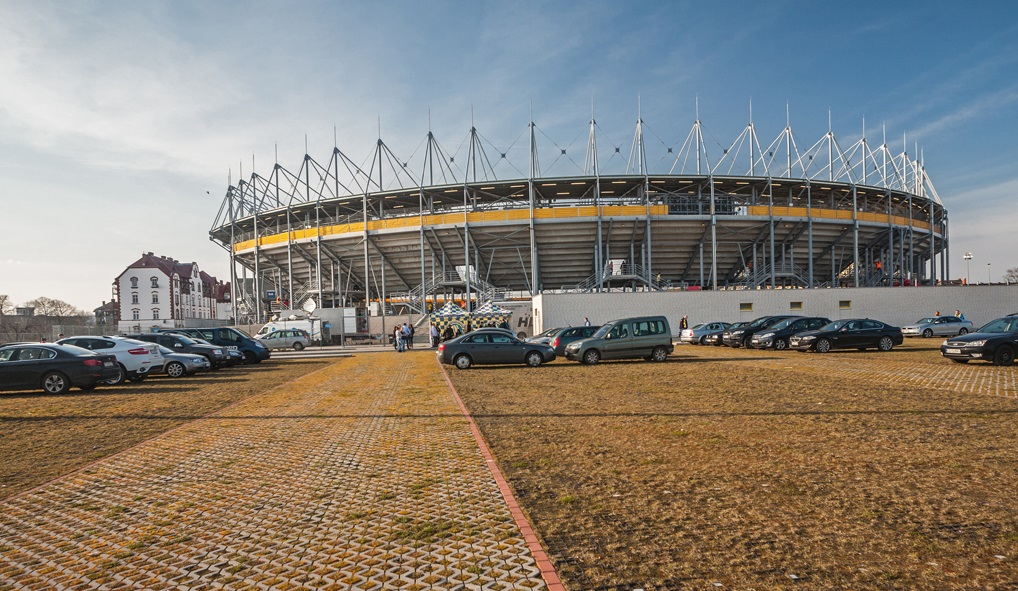
Stadion im. Edwarda Jancarza

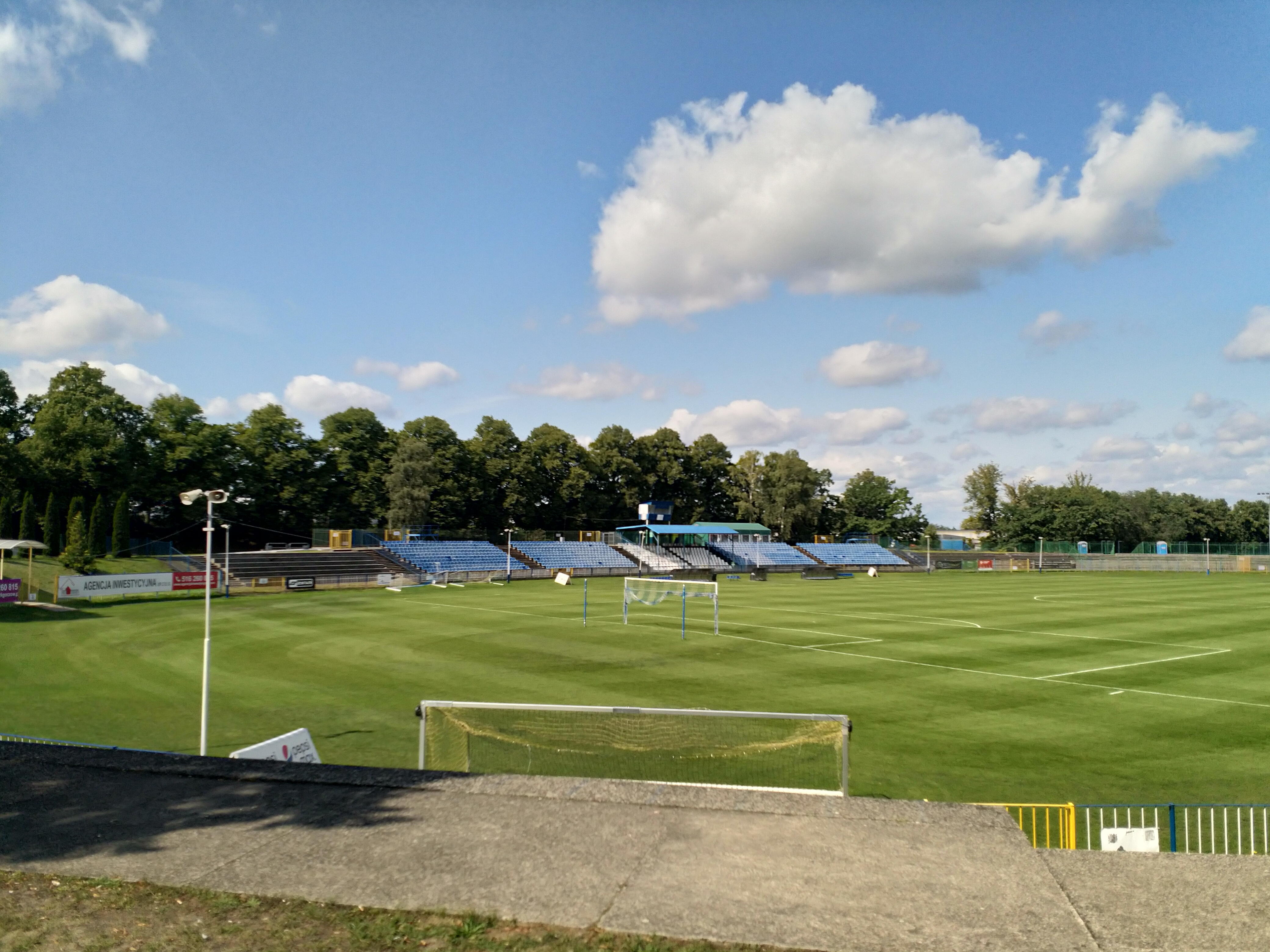
Stadion piłkarski OSiR

Na terenie miasta znajdują się 3 główne stadiony sportowe, 5 hal sportowych, Centrum sportowo-rehabilitacyjne oraz wiele innych obiektów sportowych.

### Stadiony sportowe
- Stadion żużlowy im. Edwarda Jancarza – pojemność: 15 024 miejsc
- Stadion piłkarski OSiR – pojemność: 5 000 miejsc
- Stadion lekkoatletyczny im. Lubuskich Olimpijczyków – pojemność: 1 000 miejsc

### Hale sportowe
- Arena Gorzów – pojemność: 5 191 miejsc
- Hala ZSTiO – pojemność: 1 100 miejsc
- Hala AJP – pojemność: 1 000 miejsc
- Hala ZS nr 20 – pojemność: 645 miejsc
- Hala CEZiB – pojemność: 300 miejsc

### Inne
- Centrum Sportowo-Rehabilitacyjne Słowianka – pojemność: 500 miejsc
- Sala sportowa GKS Gorzovii (budynek dawnej łaźni miejskiej) – pojemność: 300 miejsc
- Przystań Sportów Wodnych z zapleczem kajakowym i wioślarskim KS AZS-AWF
- Przystanie z zapleczem kajakowym KS Admiry i G'Power
- Hala treningowa BKS Orkanu z profesjonalnym ringiem bokserskim
- Warta Arena – kompleks 3 boisk piłkarskich: 2 pełnowymiarowych i tzw. orlikiem
- Pole Golfowe Zawarcie – pełnowymiarowe 9-dołkowe pole golfowe

## Związki sportowe z siedzibą w Gorzowie Wielkopolskim
- Lubuski Okręgowy Związek Bokserski[5], ul. Wyszyńskiego 52
- Lubuski Okręgowy Związek Kajakowy[6], ul. Fabryczna 177
- Lubuski Okręgowy Związek Tenisa Stołowego[7], ul. Wyczółkowskiego 6/14
- Lubuska Rada Olimpijska[8], ul. Kołłątaja 10a/9
- Lubuski Związek Kolarski[9], ul. Wyszyńskiego 38
- Lubuski Związek Szachowy[10], ul. Chrobrego 28